# Třída F (1913)
Třída F byla třída ponorek brazilského námořnictva. Postaveny byly v Itálii. Celkem byly postaveny tři jednotky této třídy. Ve službě byly v letech 1913–1933. Všechny byly vyřazeny 18. listopadu 1933. Brazílie se díky této třídě stala po Peru (a její třídě Ferré) druhým latinskoamerickým státem provozujícím moderní ponorky.

## Stavba
Tři ponorky této třídy postavila italská loděnice Fiat v La Spezia. Do služby byly přijaty v letech 1913–1914. Pro podporu jejich provozu byla objednána také mateřská loď ponorek Ceará.
Jednotky třídy F:
| Jméno | Spuštěna          | Vstup do služby | Poznámky                     |
| ----- | ----------------- | --------------- | ---------------------------- |
| F1    | 11. června 1913   | 1913            | Vyřazena 18. listopadu 1933. |
| F2    | 9. listopadu 1913 | 1914            | Vyřazena 18. listopadu 1933. |
| F3    | 1913              | 1914            | Vyřazena 18. listopadu 1933. |

## Konstrukce
Ponorky nesly dva příďové 450mm torpédomety. Pohonný systém tvořily dva dieselové šestiválce Fiat a dva elektromotory, pohánějící dva lodní šrouby. Nejvyšší rychlost dosahovala 13,5 uzlu na hladině a 8 uzlů pod hladinou. Dosah byl 1800 námořních mil při rychlosti 8,5 uzlu na hladině a 100 námořních mil při rychlosti 4 uzly pod hladinou. Operační hloubka ponoru dosahovala 40 metrů.